# ビル・リチャードソン
ウィリアム・ブレイン・”ビル”リチャードソン3世（英語: William Blaine "Bill" Richardson III、1947年11月15日 - 2023年9月1日）は、アメリカ合衆国の政治家。ビル・クリントン政権にて第9代アメリカ合衆国エネルギー長官などを務めた。民主党の中ではリベラル色の弱い政治家である。

## 生い立ち及び経歴
- 1947年11月15日
カリフォルニア州パサデナで誕生する。銀行家である父はニカラグア出身で母はメキシコ人である。タフツ大学にて学士号・タフツ大学フレッチャースクールにて国際関係学修士号を取得。
- 1983年1月
連邦下院議員に就任し、1997年2月まで務めた。
- 1997年1月
第21代アメリカ合衆国国際連合大使に就任。
- 1998年8月
第9代アメリカ合衆国エネルギー長官に就任。
- 2003年1月
第30代ニューメキシコ州知事に就任
- 2007年1月
2008年アメリカ合衆国大統領選挙の民主党予備選挙への出馬を表明
- 2008年1月
2008年アメリカ合衆国大統領選挙の民主党予備選挙から撤退
- 2023年9月1日
マサチューセッツ州チャタムで死去。75歳没[1][3]。

## 2008年アメリカ合衆国大統領選挙
2008年アメリカ合衆国大統領選挙の民主党予備選挙に立候補。アメリカにおいてヒスパニック系の影響力が強まる中で注目候補の一人と位置づけられたが、ヒラリー・クリントンとバラク・オバマの争いに埋没する形となり、予備選挙開始間も無く撤退した。エネルギー長官や国際連合大使を務めるなどクリントン家との関係が深く、ヒラリー・クリントンの有力な副大統領候補とも取り沙汰されたが、3月に入りバラク・オバマ支持を表明して全米を驚かせた。
選挙後はオバマ次期大統領から商務長官のポストを指名されて注目を集めたが、自身の支持者の企業が公共事業受注で便宜を図った疑惑が浮上したため政権入りを断念した。

## 北朝鮮との関係
- 1994年
朝鮮半島危機の際にはジミー・カーター元大統領の北朝鮮訪問に尽力した[5]。
- 2007年4月
北朝鮮を訪問し朝鮮戦争の際に行方不明となったアメリカ軍兵士6人の遺骨返還を実現した。
- 2010年11月
北朝鮮による延坪島砲撃事件が起きた翌12月に北朝鮮から招待されて同国を訪問した[6]。
- 2013年1月
グーグル社のエリック・シュミット会長らともに北朝鮮を訪れ、北朝鮮の外務次官らと会談した[7]。

なおリチャードソンはアメリカ合衆国の対北宥和派の代表格と見られている。

## 野球
彼は自伝でカンザスシティ・アスレチックス（現在のオークランド・アスレチックス）とシカゴ・カブスからドラフトで指名されたことがあると書いていたが、2005年にアルバカーキ・ジャーナルによりドラフトで指名を受けたことは無いことがスッパ抜かれた。ただスカウトの接触があったのは事実である。
1999年にセオドア・ルーズベルト賞を受賞している。

## NPOの設立
2022年までに非営利法人を設立。世界各地で拘束されているアメリカ人の解放交渉に取り組んでいる。
2022年9月にはロシアを訪問。ロシア国内に拘束されている女子プロバスケットボール選手と元海兵隊員の解放に向けた交渉を行った。